# Водоторањ (Зрењанин)
Водоторањ је једанаестоспратна пословна зграда у центру Зрењанина. Налази се на углу Трга слободе и Улице краља Александра I Карађорђевића.
Зграда је подигнута по пројекту београдског архитекте и урбанисте Борка Новаковића, у складу са новим урбанистичким планом Зрењанина из 1958. године, чији је аутор био Новаковић. На њеном месту се претходно налазила зграда некадашње градске куће из прве половине 19. века. Због своје висине и архитектуре која одудара од остатка старог језгра, представља један од најконстроверзнијих објеката у Зрењанину.
Првобитна намена зграде је била седиште градског Водовода, због чега се на врху зграде налази резервоар за воду запремине милион литара, који је требао да даје притисак градском водоводу, међутим она никада није служила сврси. Током градње долази до застоја, разматрају се различите намене зграде, да би на крају зграду купила тадашња Банатска банка, касније део Војвођанске банке. Крајем деведесетих година 20. века и почетком 21.века на последњем спрату зграде налазиле су се просторије Радио „Зрењанина”, као и дописништво РТС-а.
Зграда је темељно реновирана и модернизована од 2001. до 2004. године, a данас служи као пословни простор.